# Горняк-УГМК
«Горня́к-УГМК» — хоккейный клуб из города Верхняя Пышма, выступающий в ВХЛ. Двукратный обладатель Кубка Регионов в сезонах НМХЛ 2015/2016, 2016/2017. Фарм-клуб «Автомобилиста». С 2021 года проводит домашние матчи в городе Верхняя Пышма.

## История
Хоккейный клуб «Горняк» был основан в 2012 году. Спонсором команды стал Учалинский ГОК. С 3 по 5 ноября в Учалах прошёл хоккейный турнир с участием уфимского «Толпара», чебаркульской «Звезды» и хозяев турнира.
С сезона 2012/13 начинает играть в Юниорской хоккейной лиге, где сразу же выигрывает свой дивизион и выходит в Суперфинал. В суперфинал прошли восемь команд, они были разделены на две группы, победители групп выявляли первого чемпиона Юниорской хоккейной лиги. «Горняк» вышел в финал, где обыграл нижнекамский «Нефтехимик» со счетом 3:0. Чемпионство в ЮХЛ стало первым серьёзным достижением хоккейного клуба из города Учалы.
25 апреля 2013 года в Учалах прошёл турнир, посвящённый 50-летию города Учалы, в котором участвовали местный «Горняк», «Стальные лисы», «Звезда» и «Авто». Победителем турнира стала местная команда, обыгравшая в решающем матче «Стальных Лис».

### Первенство МХЛ

#### 2013/14
В своем дебютном сезоне в МХЛ костяк команды составили воспитанники уфимского и челябинского хоккея, а также хоккеисты, по тем или иным причинам не прошедшие в состав «Стальных Лис». С сезона 2013/14 «Горняк» выступает в Первенстве Молодёжной хоккейной лиги. В этом сезоне команда заняла второе место в дивизионе «Урал-Сибирь» и третье место в восточной конференции, набрав 82 очка в 38 играх. Лучшим бомбардиром команды стал Алексей Нечкин, который набрал 41 очко (25+16).
В первом раунде плей-офф Кубка Регионов Горняк в четырех матчах обыграл пензенский «Дизелист» (3:5, 5:2, 1:0 ОТ, 1:0). В четвертьфинале уступил альметьевскому «Спутнику» в пяти матчах (2:1, 3:2 ОТ, 1:2, 0:6, 3:0). Лучшим бомбардиром команды в плей-офф стал Никита Сафронов, набравший 10 очков (6+4) в 9 играх.

#### 2014/15
В сезоне 2014/15 «Горняк» впервые выиграл Восточную конференцию в регулярном сезоне, набрал 126 очков в 52 играх, обойдя ближайшего преследователя на 6 очков. Лучшим бомбардиром команды стал Никита Сафронов, который набрал 77 очков (41+36).
В плей-офф Кубка Регионов команда сначала обыграла «Красноярских рысей» (3:4, 6:3, 9:1, 9:1), потом «Юниор-Спутник» (9:3, 4:2, 5:1). В перекрестном полуфинале обыграл в четырех матчах московский «Зеленоград» (1:3, 4:2, 5:1, 4:2). В финале в упорной борьбе уступил «Россоши» в пяти матчах (2:3, 6:2, 8:1, 0:4, 1:3). По итогам регулярного сезона и плей-офф главный тренер учалинцев Владимир Герасимов был признан лучшим тренером, а Никита Сафронов выиграл титул «MVP Плей-офф», то есть стал самым ценным игроком плей-офф. Также он стал лучшим бомбардиром команды и плей-офф, набрав в 16 играх 33 очка (21+12).

#### Результаты выступления в Первенстве МХЛ
И — количество проведенных игр, В — выигрыши в основное время, ВО — выигрыши в овертайме, ВБ — выигрыши в послематчевых буллитах, ПО — проигрыши в овертайме, ПБ — проигрыши в послематчевых буллитах, П — проигрыши в основное время, О — количество набранных очков, Ш — соотношение забитых и пропущенных голов, РС — место по результатам регулярного сезона

##### Регулярные сезоны
| Сезон   | И   | В   | ВО | ВБ | ПБ | ПО | П  | Ш       | О   | М |
| ------- | --- | --- | -- | -- | -- | -- | -- | ------- | --- | - |
| 2013/14 | 38  | 25  | 3  | 0  | 0  | 1  | 9  | 139-81  | 82  | 4 |
| 2014/15 | 52  | 38  | 2  | 4  | 2  | 0  | 6  | 227-112 | 128 | 1 |
| 2015/16 | 40  | 27  | 0  | 1  | 1  | 1  | 10 | 163-110 | 85  | 2 |
| 2016/17 | 48  | 37  | 2  | 2  | 0  | 1  | 6  | 243-135 | 120 | 1 |
| Всего   | 178 | 127 | 7  | 7  | 3  | 3  | 31 | 772-338 |     |   |

#### Плей-офф
| Год   | И  | В  | ВО | ВБ | ПБ | ПО | П  | Ш       | Итог |
| ----- | -- | -- | -- | -- | -- | -- | -- | ------- | --- |
| 2014  | 9  | 4  | 1  | 0  | 0  | 1  | 3  | 21-16   | Проиграли во втором раунде: 3-1 Дизелист, 2-3 Спутник                                                    |
| 2015  | 16 | 11 | 0  | 0  | 0  | 0  | 5  | 76-36   | Проиграли в финале Кубка Регионов: 3-1 Красноярские рыси, 3-0 Юниор-Спутник, 3-1 Зеленоград, 2-3 Россошь |
| 2016  | 14 | 11 | 1  | 0  | 0  | 0  | 2  | 57-33   | Выиграли Кубок Регионов: 3-1 Батыр, 3-1 Красноярские Рыси, 3-0 Челны, 3-0 Россошь                        |
| 2017  | 13 | 9  | 0  | 0  | 1  | 0  | 3  | 52-30   | Выиграли Кубок Регионов: 3-2 Батыр, 3-0 Юниор, 3-2 Дизелист                                              |
| Всего | 52 | 35 | 2  | 0  | 1  | 1  | 13 | 206-115 | 11 побед и два поражения в сериях плей-офф                                                               |

## Стадион
Хоккейный клуб «Горняк» проводил свои домашние матчи первенства МХЛ в ледовом дворце «Горняк». Расположен в городе Учалы, на улице Мира. Открытие дворца произошло 24 декабря 2010 года. Первые официальные матчи «Горняк» провёл здесь в сентябре 2012 года. Также ледовый дворец принимал матч за Кубок Поколения-2014, где встречались лучшие игроки восточной и западной конференций первенства МХЛ. Победу одержали номинальные хозяева — Сборная Востока.
В 2021 году проводит свои домашние матчи в рамках ВХЛ в Ледовой арене имени Александра Козицына.

## Спонсор
С 2021 года спонсором команды является УГМК. Она же присутствует в названии команды и на логотипе.

## Достижение
Кубок Губернатора Оренбургской области
- Чемпион (1): 2018
- Бронза (1): 2019

Турнир памяти Н. В. Парышева
- Бронза (2): 2019, 2021

Турнир памяти Ю. И. Моисеева
- Финалист (1): 2020

Кубок губернатора Тамбовской области
- Бронза (1): 2021

## Руководство и тренерский штаб
| Руководство       | Руководство               |
| Должность         | ФИО                       |
| ----------------- | ------------------------- |
| Начальник команды | Нургалиев Айрат Фанилевич |
| Тренеры           |                           |
| Должность         | ФИО                       |
| Главный тренер    | Алексеев Алексей          |
| Тренер            | Могильников Сергей        |